# Disparomitus longus
Disparomitus longus is een insect uit de familie van de vlinderhaften (Ascalaphidae), die tot de orde netvleugeligen (Neuroptera) behoort. 
Disparomitus longus is voor het eerst wetenschappelijk beschreven door Navás in 1911.